# 国枝量平
国枝 量平（くにえだ りょうへい、1957年2月7日 - ）は、日本の俳優。秋田県出身。ケイエムシネマ企画所属。

## 来歴
駒澤大学中退。日本映画学校第一期卒業。
身長172cm、血液型はAB型。

## 出演

### テレビドラマ
出典：
NHK
- 菜の花の沖（2000年） - 服部貞勝 役
- 少年たち（2001年） - 上野孝 役
- 連続テレビ小説 ゲゲゲの女房（2010年）

日本テレビ
- 火曜サスペンス劇場
  - 「名無しの探偵4愛の死角」（1988年4月26日） - 松森英子の夫 役
- 極限推理コロシアム（2004年） - 鹿島修 役
- 新幹線ガール（2007年） - 花島時雄
- ホカベン（2008年） - 刑事 役
- 白衣の戦士!（2019年） - 水野信彦の父 役

TBS
- 月曜ゴールデン
  - 「万引きGメン・二階堂雪16」（2007年） - 島岡達夫 役
  - 「税務調査官・窓際太郎の事件簿17」（2008年） - 大橋静雄 役
  - 「家族〜あなたに死刑が宣告出来ますか?〜」（2009年）
  - 「警視庁機動捜査隊216IV」（2014年） - 早瀬秀雄 役

フジテレビ
- 世にも奇妙な物語
  - 「死後婚」（2008年） - 羽鳥康夫 役
  - 「呪い裁判」（2009年）
- 愛の嵐（1986年） - 富田章次 役
- 千の風になって ドラマスペシャル（2008年） - 板橋署署長 役
- CHANGE（2008年） - 東田代議士 役
- 絶対零度〜未解決事件特命捜査〜（2010年） - 佐久間誠司（管理官） 役
- 金曜プレステージ
  - 「屍活師〜女王の法医学〜」（2013年） - 課長 役

テレビ朝日
- 救急戦隊ゴーゴーファイブ（1999年） - 西園寺医師 役
- 相棒
  - （2003年） - 柳瀬和久 役
  - （2007年） - 田ノ上義紀 役
  - （2008年） - 磯部事務次官 役
  - （2009年） - 柳瀬和久 役
  - （2013年） - 高木富雄 役
- はみだし刑事情熱系（2004年） - 飯野刑事 役
- 遺留捜査（2011年） - 長谷川隆 役
- 匿名探偵（2012年） - 前川武 役
- 仮面ライダードライブ（2014年） - 吉田裕之 役
- 特捜9（2018年） - 長江伸二 役
- 刑事7人（2018年） - 三好達也 役
- 家政夫のミタゾノ（2019年） - 矢那公平 役
- 土曜ワイド劇場
  - 「鉄道捜査官2」（2002年） - 小山修司 役
  - 「リカ」（2003年） - 戸部専務 役
  - 「復讐のダイヤモンド」（2006年） - 山田栄二 役[4]
  - 「交渉人 遠野麻衣子・最後の事件」（2010年）

テレビ東京
- クリスマスキス〜イブに逢いましょう（1995）
- 警部補・鳴沢了〜破弾〜（2005年） - 橘正一郎 役
- 怨み屋本舗（2006年） - 南条ミユキの夫 役
- アメリカに負けなかった男〜バカヤロー総理 吉田茂〜（2020年） - 松本蒸治 役
- 今夜すきやきだよ（2023年） - 杉浦祐一郎 役

WOWOW
- ビート（2011年）
- 分身 (東野圭吾)（2012年） - 小林省吾 役

### 配信ドラマ
- 新聞記者（2022年1月13日配信、Netflix）- 内藤 役

### 映画
- ゴジラ×メガギラス G消滅作戦（2000年12月） - 学者 役
- ゴジラ・モスラ・キングギドラ 大怪獣総攻撃（2001年12月）
- 黄泉がえり（2003年1月）
- 座頭市（2003年9月） - 鳴門屋主人 役
- 青い車（2004年11月） - 佐伯仁志 役
- 県庁の星（2006年2月） - 諮問委員会司会 役
- 力道山 (映画)（2006年3月） - 日本ﾃﾚﾋﾞﾌﾟﾛﾃﾞｭｰｻｰ 役
- 親指さがし（2006年8月）
- どろろ（2007年1月） - 家臣 役
- おろち（2008年9月） - 重役撮影所長 役
- 図書館戦争（2013年4月） - 坂田清光 役[5]
- 忘れないと誓ったぼくがいた（2015年3月） - 葉山文雄 役
- ストレイヤーズ・クロニクル（2015年6月）役員 役
- S -最後の警官- 奪還 RECOVERY OF OUR FUTURE（2015年8月）福井 役
- 仮面ライダーアマゾンズ THE MOVIE 最後ノ審判（2018年5月）
- 星に語りて（2019年3月） - 大竹保広 役
- 夜明けを信じて。（2020年10月） - 東鳳商事副社長 役

### オリジナルビデオ
- DEAR GAGA（2022年） - 医者 役